# 田蕊妮
田蕊妮（英語：Kristal Tin Yui Lee；1977年9月28日—），原名田明慧，香港女演員、主持及歌手，亞洲電視第4屆未來偶像爭霸戰金獎得主，同年在亞洲電視出道，曾是亞洲電視及無綫電視藝員。

## 背景

### 早年生活（1993年前）

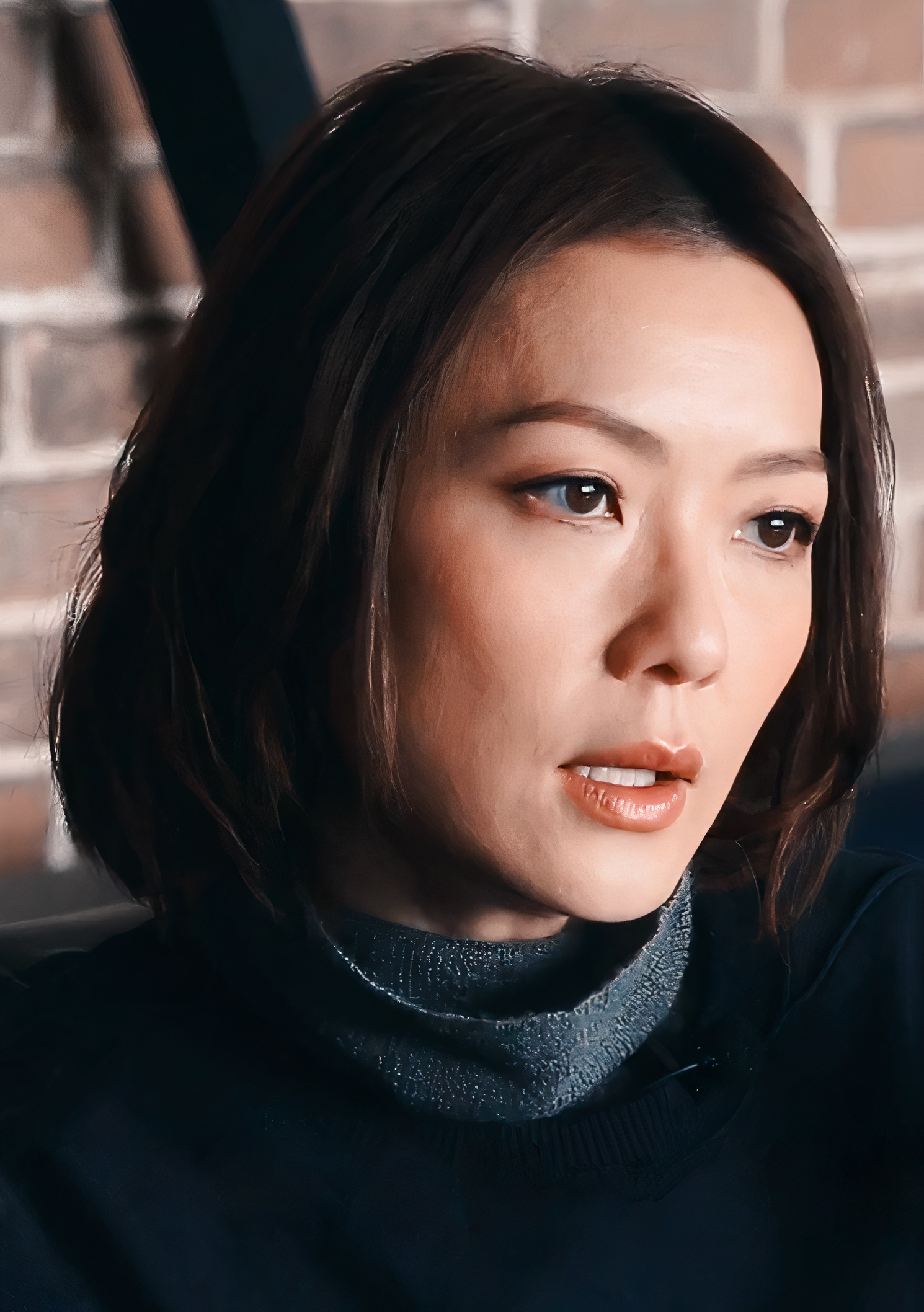
接受《am730》專訪

田蕊妮原名為田明慧，祖籍湖南，爺爺是中國國民黨少將，自小在葵涌祖堯邨居住及長大，有一名較她年長七年的胞兄。就讀中學二年級後改名「田蕊妮」，原因是其母親友人對術數有研究，發現「田明慧」這個名字不利田蕊妮的命運，使用本名就不能度過十六歲。她曾就讀祖堯天主教小學，1994年畢業於葵盛邨中華傳道會李賢堯紀念中學中五年級。她中三時因考試成績不錯而且好勝心強，認為學習理科的人能力強而選讀理科；結果在香港中學會考中只取得及格成績，未能升讀中六年級。

### 加入亞視（1993年-2003年）
田蕊妮於1993年（中四升中五的暑假期間），因父親知道她充滿表演慾，而為她報名參加第4屆《未來偶像爭霸戰》歌唱比賽，同屆參賽者包括蔡國威。田蕊妮憑關淑怡的《一首獨唱的歌》奪得「未來偶像金獎」而晉身演藝界，並且加入亞洲電視。當年學校得知田參加公開比賽，校長認為她會影響校譽，極力反對她參賽。最終田的父親親自與校長理論一番，使原本不想參加歌唱比賽的她成功參賽。而她獲獎後，校長在週會上加以表揚。及後田蕊妮曾演唱過亞視的1994年世界盃主題曲《熱燙的宇宙》，收錄在新藝寶雜錦碟中。但由於當時的亞視沒有自家製作的音樂節目，田蕊妮自1995年起開始參演電視劇集，其後於電視劇《縱橫四海》和《萬家燈火》中有突出的表現。田蕊妮對演戲方面開竅正源於這個時期，她也因此而打消了到加拿大升學的念頭，繼續留在電視業界發展。

### 離開亞視，自由發展（2003年-2009年）
田蕊妮於2003年離開亞洲電視，結束與亞洲電視的10年賓主關係，在亞視的告別作為《萬家燈火》。早在拍攝該劇前，田曾獲時任製作總監陳寶華會見。她與陳會面後覺得彼此的理念相近，因此她本來決定留在亞洲電視。但完成《萬家燈火》一劇後，便在同年加入林建岳旗下的經紀公司「寰亞娛樂」，客串電影演出。期間曾先後憑《金雞》和《師奶唔易做》兩次提名香港電影金像獎最佳女配角。2005年，她夥拍鄒凱光在商業電台當唱片騎師，主持《她他她打到嚟！》，為時一年，亦有出演黃凱芹創作的舞台劇《白蛇．青蛇》。不久，她被馮德倫邀請客串演出無綫電視劇集《老馮日記》。2006年，獲不相識的同台監製唐基明邀請出演她於該台的首部擔任女主角的電視劇集《蘭花刼》。不久，監製黃偉聲找她參演《疑情別戀》。如是者，田蕊妮自2005年10月起一直以外援身份投身無綫電視，直至拍畢《宮心計》之後正式被簽約成為經理人合約藝人。

### 加入無綫，主持拍劇雙線發展（2009年-2012年）
2009年，田蕊妮正式加入無綫電視，是千禧年代首位轉投無綫電視的前亞視女藝人。她參與了多套電視劇的演出，包括徐遇安監製的處境長劇，並於2010年的劇集《讀心神探》中首度擔任第一女主角。此外田蕊妮亦曾進行主持工作，例如夥拍森美主持歌唱選秀節目《超級巨聲2》及《超級巨聲3》。
2012年，田蕊妮在化妝時隨口唱黃小琥的歌曲《沒那麼簡單》，被丈夫杜汶澤拍成影片上載到YouTube，更引來黃柏高賞識。她在2013年簽約成為太陽娛樂文化旗下歌手，2014年4月發佈其首張專輯《You Are My Man》。

### 正式晉升一線花旦（2013年-2017年）
2013年，身為配角的田蕊妮憑無綫劇集《巨輪》「姚文英」一角大爆冷奪得《萬千星輝頒獎典禮2013》「最佳女主角」及「最受歡迎電視女角色」獎項，賽果備受爭議，大量網民認為田蕊妮應該算是配角，沒有理由能夠成為視后，對賽果大表不滿，並對該劇女主角鍾嘉欣未能成為視后大感不滿。
2014年4月17日，田蕊妮於九龍灣國際展貿中心舉行《Neway Music Live x 田蕊妮》音樂會，此音樂會為非公開售票性質，是田蕊妮的首個個人音樂會。8月26日，田蕊妮於《新城國語力頒獎典禮2014》中以歌曲《不傷人》，獲得「新城國語力歌曲」和「新城國語力亞洲人氣偶像」兩大獎項。這亦是時隔21年，田蕊妮再次獲得歌唱獎項。
2015年，田蕊妮參演《鬼同你OT》一劇，對於首次擔任喜劇主角，她曾擔心自己無法演出喜劇效果，但最終劇集好評如潮，田蕊妮與胡定欣有「神同步」演出，最終田蕊妮憑孫淑梅一角再次奪得「最受歡迎電視女角色」，亦是她相隔2年後再獲此獎項。而於早前《TVB 馬來西亞星光薈萃頒獎典禮2015》中與胡定欣以相同的票數中獲頒「最佳女主角」；另外，田蕊妮於台慶劇《無雙譜》內亦反串男角。同年出演《巨輪》續作《巨輪II》，期間曾帶病上陣，親身出演跳海戲份。
2016年，繼陳法拉、楊怡相繼離巢，田蕊妮開始上位。同年，田蕊妮主演的劇集《巨輪II》及《來自喵喵星的妳》先後播映，其中《來自喵喵星的妳》劣評如潮，其飾演苗妙妙一角引起爭議，田蕊妮被指年紀太大，不適合飾演小貓的角色，更有人質疑她扮可愛。
2017年2月，田蕊妮參演王心慰監製的劇集《迷》首播；此劇是田蕊妮繼2008年《疑情別戀》後再次飾演反派之作，她多次表示計穎妍一角是她入行以來所遇過最難處理的角色，在拍攝期間更完全受角色情緒牽引。劇中田蕊妮飾演的計穎妍一角先後喪夫及喪女，令角色出現精神病。田蕊妮在劇中有個18歲的女兒（由簡淑兒飾演），她表示曾擔心無法演好母親的角色，在拍攝期間亦憶起與亡母的關係，回想起兒時反叛期的經歷，令她深深明白作為母親的苦處。進入結局週，田蕊妮的角色黑化，更因親手將徒弟（由吳業坤飾演）推下樓一幕的表現太令人心寒。
2017年5月，田蕊妮在無綫電視參演的首部電視劇《蘭花劫》終在翡翠台首播，亦是她與胡定欣、馬蹄露合演《鬼同你OT》前首度合作。田蕊妮接受訪問時坦言，當年曾因劇集不被播映而感到不開心，期望這次能重溫自己十年前的演技，又笑言自己第一個想法是幸好十年內都沒有整容。
2017年12月31日，田蕊妮、胡定欣、鄧梓峰及陳芷菁等人出席在尖沙咀香港文化中心舉行的香港除夕倒數晚會。

### 事業樽頸，暫別劇組（2018年至2020年）
2018年初，田蕊妮接受訪問時表示會暫停拍劇一年，為再推出新專輯作準備，期間主持了綜藝節目《1+1的深情》及2018年台慶綜藝節目《女人四十》。她除了擔任主持外，亦有參與這兩個節目的幕後籌備工作。田蕊妮在節目記者會受訪時表示，製作《女人四十》是她踏入四十歲後最希望完成的一件事，因為她認為現時不少女性被自己的年齡所規限，令她們不敢嘗試新挑戰。她期望這個節目能啟發女性，不要放棄自己的可能性。節目播出後，引起不少網民的迴響。在其後舉行的《萬千星輝頒獎典禮2018》中，田蕊妮憑《女人四十》奪得「最佳節目主持」獎項。
個人專輯方面，田蕊妮於2018年8月宣布加盟星娛樂，新歌《兩口子》同日正式派台。新專輯包括3首新歌及7首翻唱歌，而該3首新歌分別表達她對婚姻、人到中年、母女相處的看法。田蕊妮接受電台訪問時表示，她在演戲時受角色所限，無法透過演戲將自己想分享的信息表達出來，所以期望透過3首新歌傳遞這些信息。她為拍攝新歌MV作出了新嘗試，包括親自執導《兩口子》MV，以及為拍攝《半段路》MV而開始學習現代舞。完成MV拍攝後，田蕊妮曾短暫重返劇組，拍攝劇集《她她她的少女時代》。
2019年，田蕊妮在《2018年度勁歌金曲頒獎典禮》上獲頒「傑出表現獎」金獎，這次是她事隔四年再度登上大型音樂頒獎禮舞台，也是她首次奪得《勁歌金曲頒獎典禮》獎項。其第二張專輯《Saturnian》於2019年1月25日正式推出，專輯名字源自古希臘神話，意指黃金時代，是人類最光輝最幸福的世代。唱片封套以人體彩繪表達卸下盔甲，面對真我的意念，田蕊妮更親自擔任人體彩繪模特兒。她指唱片封套概念源於自己的想法，40年來的人生為她累積了不少經歷，但也令她穿上盔甲以保護自己。她希望打破所有盔甲，將自己最真實的一面呈現出來，不論是正面或負面的自己，也能坦然地展露於人前。2019年9月20日，田蕊妮於旺角麥花臣場館舉行《田蕊妮New Start演唱會2019》，是她首個公開售票的個人演唱會。
2020年1月，田蕊妮宣佈不再續約無綫電視，並於同年4月約滿後離開，結束與無綫電視12年之賓主關係，《她她她的少女時代》是田蕊妮完約前最後的劇集。她在專訪中解釋，在無綫電視劇接劇的生活雖然令她的事業達到高峰，卻也令她逐漸迷失方向。因此，她決定跳出舒適圈，離開無綫，希望尋回做演員的初心。

### 自由身發展，離開無綫（2020年至今）
回復自由身後，田蕊妮自組公司繼續發展。2020年正值新冠肺炎疫情盛行，演藝圈受限於香港政府防疫規例，運作幾近停頓。田蕊妮於此年的工作相當多元化，例如參與舞台劇導演甄詠蓓的網上交流課程、擔任香港舞台劇獎頒獎嘉賓，以及在杜汶澤的棟篤笑表演《Stand Up Hong Kong 香港企硬》中以特別嘉賓的身份演出。其後田蕊妮獲邀參演甄詠蓓導演的紀錄片《Bad Acting》，此紀錄片原定2020年12月在電影院首映，其後因香港政府收緊防疫規定，電影院停業導致首映延期，最終延至2021年3月底首映。另外，田蕊妮亦有協助丈夫杜汶澤經營網台「杜汶澤喱騷」，除了為網台節目擔任監製及主持，亦曾代杜汶澤招攬王宗堯成為旗下首位包薪藝人。
2021年1月，田蕊妮宣佈參演香港舞台劇《聖荷西謀殺案》，是此劇在香港的第四度公演，由甄詠蓓導演，莊梅岩編劇，朱仲銘監製。此次是田蕊妮自2005年後再度出演舞台劇，她亦在個人Facebook發文，表示非常期待與甄、莊等人合作，字裡行間難掩興奮之情。
2023年3月，田蕊妮宣佈參演舞台劇《大離婚日——妻》，由林日曦導演及編劇，周怡監製。

## 個人生活
田蕊妮生於小康家庭，有一名哥哥。2016年3月初，無綫劇集《來自喵喵星的妳》開拍前夕，田蕊妮的母親癌症復發病逝。母親的離世對田蕊妮影響甚深，她多次在個人Facebook撰文懷念，並不時在訪問中感觸落淚。此經歷亦令田蕊妮反思自己與母親之間的相處，明白年輕的自己曾說過很多令母親傷心的話，在節目《女人四十》中，她透露自己在30多歲時曾為了事業而忽略家人，當母親癌症復發繼而病逝後，才醒悟自己錯過了與家人相處的時光，如今即使想再有母親的關懷，也沒機會了。於2019年推出的第二張個人專輯中，田蕊妮以母女情誼作為新歌《最親》的主題，借此紀念已離世的母親。田蕊妮的父親是她的歌唱啟蒙老師，於2019年的個人演唱會上，田蕊妮更邀請父親擔任演唱會嘉賓。
田蕊妮於2005年與拍拖五年的杜汶澤結婚，至今超過十五年，夫妻感情有增無減。她曾以白蘭地比喻與杜汶澤的夫妻關係，因為酒可存放很久都不會變化，而且存放時間越長味道越好。她又指杜汶澤從沒有試過以黑面對待她，而且不論他有多累，他仍然有無限耐性和心機聽她分享。在節目《1+1的深情》中，田蕊妮提到田母在病危的時候，曾提出想吃杜汶澤所煮的燒牛肉，而杜汶澤聽到後立刻去準備這道菜。她坦言此事令她非常感動，因為此事反映杜汶澤十分認真地對待她的家人，無論田母有甚麼願望，都會努力為她達成。2018年，《女人四十》播映期間，有傳媒重提杜汶澤曾破過產，田蕊妮不離不棄更幫忙還債的傳聞。其後她在個人Facebook及Instagram發文澄清，指杜汶澤從未破產，而她亦沒有幫忙還過任何賭債。2024年底她曾確診非常初期的肺腺癌，現已康復。

## 演出作品

### 電視劇（無綫電視）
| 首播                   | 劇名                     | 角色                     | 監製           |
| 2006年                 |                          |                          |                |
| 4月22日-7月8日         | 老馮日記                 | 田蕊妮                   | 馮德倫         |
| 2008年                 |                          |                          |                |
| 6月30日-7月25日        | 疑情別戀                 | 程傲兒（Jackie）         | 黃偉聲         |
| 9月22日-10月24日       | 少年四大名捕             | 曲嫣紅                   | 林志華         |
| 2009年                 |                          |                          |                |
| 9月21日-10月16日       | 蔡鍔與小鳳仙             | 白思婷                   | 黃偉聲         |
| 9月26日                | 廉政行動2009之造市       | 林貝琪                   | 梁家樹、羅香蘭 |
| 10月19日-11月29日      | 宮心計                   | 江采瓊                   | 梅小青         |
| 2010年                 |                          |                          |                |
| 6月14日-11月28日       | 天天天晴                 | 藍靖鈴（精靈、Ling）     | 徐遇安         |
| 10月4日-10月29日       | 讀心神探                 | 葉展婷（Phoenix）        | 徐遇安         |
| 2011年                 |                          |                          |                |
| 3月21日-10月28日       | 誰家灶頭無煙火           | 岑貝兒（Carmen）         | 徐遇安         |
| 2月21日-4月2日         | Only You 只有您          | 司徒菲菲（Phoebe、肥脾） | 王心慰         |
| 6月27日-7月29日        | 真相                     | 李繆兒（Miu）            | 王心慰         |
| 2012年                 |                          |                          |                |
| 6月11日-7月6日         | 衝呀！瘦薪兵團           | 甯寧靜（Ling）           | 王心慰         |
| 8月13日-9月15日        | 造王者                   | 嚴三娘（素素）           | 梁材遠         |
| 2013年                 |                          |                          |                |
| 9月23日-11月2日        | 巨輪                     | 姚文英（倀雞英）         | 王心慰         |
| 12月16日-2014年1月17日 | 舌劍上的公堂             | 陳真真（何慧真）         | 李艷芳         |
| 2014年                 |                          |                          |                |
| 7月14日-8月22日        | 忠奸人                   | 譚美貞（May）            | 王心慰         |
| 2015年                 |                          |                          |                |
| 7月13日-8月9日         | 鬼同你OT                 | 孫淑梅（May）            | 徐正康         |
| 9月28日-10月23日       | 無雙譜                   | 段鳳三／段素四           | 羅鎮岳         |
| 2016年                 |                          |                          |                |
| 8月29日-10月21日       | 巨輪II                   | 姚文英（倀雞英、英姐）   | 王心慰         |
| 10月17日-11月20日      | 來自喵喵星的妳           | 苗妙妙（Miu Miu）        | 徐正康         |
| 2017年                 |                          |                          |                |
| 2月13日-3月12日        | 迷                       | 計穎妍（Cal）            | 王心慰         |
| 5月29日-6月17日        | 蘭花刼（2007年海外首播） | 江麗雅（楊采瑜）         | 唐基明         |
| 7月17日-8月25日        | 超時空男臣               | 方惠芝（Jackie、大小姐） | 羅永賢         |
| 11月6日-2018年1月12日  | 誇世代                   | 凌潔茹／劉行             | 陳維冠         |
| 2019年                 |                          |                          |                |
| 8月19日-9月13日        | 她她她的少女時代         | 方迎風                   | 廖晉碩         |

### 電視（中國大陸）
| 首播   | 頻道     | 劇名     | 角色  |
| 2014年 | 湖南衛視 | 风中奇缘 | 紅 姑 |

### 電視劇（亞洲電視）
| 首播   | 劇名               | 角色            | 性质           |
| 1995年 | 新包青天之蝶影遺恨 | 小倩            |                |
| 1995年 | 我和春天有個約會   | 飛飛            |                |
| 1996年 | 錯摸老婆           | 常科            |                |
| 1996年 | 真相之魔鬼之女     | JOYCE           |                |
| 1996年 | 坊間傳奇之玉弓緣   |                 |                |
| 1997年 | 等著你回來         | 何帶寶（如寶）  |                |
| 1998年 | 呆佬賀壽           | Maria           |                |
| 1998年 | 穆桂英大破天門陣   | 楊文廣          |                |
| 1998年 | 穆桂英十二寡婦征西 | 楊文廣          |                |
| 1998年 | 縱橫四海           | 馬潔心（Cat）   |                |
| 1999年 | 南海十三郎         | 文小靜          |                |
| 2000年 | 香港一家人         |                 |                |
| 2000年 | 世紀之戰           | 祈少軍          |                |
| 2000年 | 電視風雲           | 艾美宜          |                |
| 2000年 | 美麗傳說           | 孫琳琳（Fanny） |                |
| 2001年 | 騷東坡             | 昇平郡主        |                |
| 2001年 | 縱橫天下           | 雷婷            |                |
| 2001年 | 非常好警           | Lily            |                |
| 2002年 | 搶槓夫妻           | 凌滿月          |                |
| 2002年 | 八號巴士站站情     | 沈潔晶          |                |
| 2003年 | 萬家燈火           | 高貴（貴妹）    |                |
| 2004年 | 子是故人來         | 陸如茵          |                |
| 2007年 | 香港傳奇-榮歸      | 阿媚            | 中港合拍電視劇 |

### 綜藝節目（無綫電視）
| 年份   | 節目名稱                     | 備註                                                             |
| 2005年 | 繼續無敵獎門人               | 第1集                                                            |
| 2008年 | 鐵甲無敵獎門人               | 第1集                                                            |
| 2009年 | 香港先生選舉                 |                                                                  |
| 2009年 | My name is 邦                |                                                                  |
| 2010年 | 超級遊戲獎門人               | 第10集                                                           |
| 2010年 | 2011無綫節目巡禮             |                                                                  |
| 2010年 | 萬千星輝賀台慶               |                                                                  |
| 2010年 | 2010年萬千星輝頒獎典禮       |                                                                  |
| 2010年 | 今日VIP                      | 8月20日(第165集) 10月12日(第202集)                               |
| 2011年 | 今日VIP                      | 2月23日(第35集)                                                  |
| 2011年 | 霎時感動                     | 第2輯第11集 -《落難時》                                          |
| 2011年 | 2012無綫節目巡禮             |                                                                  |
| 2012年 | 五覺大戰                     | 第6集；與李施嬅、鄭融等                                          |
| 2012年 | 靚人靚湯                     |                                                                  |
| 2012年 | 七百萬人的數字               |                                                                  |
| 2012年 | 今日VIP                      | 6月19日(第119集)                                                 |
| 2013年 | 超級無敵獎門人 終極篇        | 第21集；與陳展鵬、蕭正楠、李亞男、李璧琦等                       |
| 2013年 | 今日VIP                      | 3月22日(第53集) 10月21日(第204集) 12月17日(第245集)              |
| 2013年 | 萬千星輝頒獎典禮2013         |                                                                  |
| 2014年 | 區區有鬼故                   | 飾演「辮子姑娘」                                                 |
| 2014年 | Sunday扮嘢王                 | 第4集                                                            |
| 2014年 | 今日VIP                      | 3月27日(第59集) 4月1日(第62集) 7月14日(第136集)                  |
| 2014年 | 香港小姐競選                 |                                                                  |
| 2014年 | 萬千星輝頒獎典禮2014         |                                                                  |
| 2015年 | 超強選擇1分鐘                | 第9集                                                            |
| 2015年 | 今日VIP                      | 7月20日(第143集)                                                 |
| 2015年 | 萬千星輝頒獎典禮2015         |                                                                  |
| 2015年 | 兄弟幫                       | 第1413-1414集；與陳豪及胡定欣                                    |
| 2015年 | 一綫娛樂                     | 與《無雙譜》演員                                                 |
| 2016年 | 一綫娛樂                     |                                                                  |
| 2016年 | 萬千星輝團年飯               |                                                                  |
| 2016年 | 為食3姊妹                    | 第4集                                                            |
| 2016年 | 萬千星輝睇多D                | 與胡定欣及迪士尼卡通人物合唱                                     |
| 2016年 | 今日VIP                      | 10月25日(第201集)                                                |
| 2016年 | 我愛香港                     | 第11集；與蔣志光、馬蹄露、張達倫、林泳淘、溫家偉及麥玲玲         |
| 2016年 | 萬千星輝頒獎典禮2016         |                                                                  |
| 2017年 | 群星拱照Big Big Channel      |                                                                  |
| 2017年 | 粵講粵㜺鬼                   | 第3輯第7集                                                       |
| 2017年 | 我愛EYT                      | 11月13日(第2集)                                                  |
| 2017年 | 2018香港除夕倒數             |                                                                  |
| 2018年 | 萬千星輝頒獎典禮2017         |                                                                  |
| 2018年 | 國際中華小姐競選             |                                                                  |
| 2018年 | Do姐有問題                   | 第2輯第5集；與吳業坤                                             |
| 2018年 | Big Big Channel 大公司周年慶 |                                                                  |
| 2018年 | 流行經典50年                 | 第46集；與葉振棠、陳浩德、李龍基、張偉文、彭家麗、吳業坤及鄧佩儀 |
| 2018年 | 香港小姐競選                 | 最上鏡小姐評判                                                   |
| 2018年 | TVB 50+1周年再出發           |                                                                  |
| 2018年 | TVB 50+1再出發節目巡禮2019   |                                                                  |
| 2018年 | 今日VIP                      | 11月19日(第229集)                                                |
| 2018年 | 兄弟幫                       | 第2224-2225集                                                    |
| 2018年 | 2018年勁歌金曲優秀選第二回   |                                                                  |
| 2018年 | 歡樂滿東華                   |                                                                  |
| 2018年 | 萬千星輝頒獎典禮2018         |                                                                  |
| 2019年 | 慈善星輝仁濟夜               |                                                                  |
| 2019年 | 2018年度勁歌金曲頒獎典禮     |                                                                  |
| 2019年 | 今日VIP                      | 2月18日                                                          |
| 2019年 | 快樂中年                     |                                                                  |
| 2019年 | 娛樂大家                     |                                                                  |
| 2019年 | 懿想得到                     | 第6、7集                                                         |
| 2020年 | 保良愛心慶新春               |                                                                  |

### 廣播劇
| 年份   | 節目         |
| 2006年 | 《黃金少年》 |

### 舞台劇
| 年份   | 劇名             | 角色         |
| 2005年 | 《白蛇．青蛇》   | 白素貞       |
| 2021年 | 《聖荷西謀殺案》 | 崔巧玲(Ling) |
| 2023年 | 《大離婚日—妻》  | 吳淑賢       |

### 電影
| 年份   | 劇名               | 角色       |
| 2000年 | Q畸戀人            | Queenie    |
| 2000年 | 救薑刑警           | 林寶儀     |
| 2000年 | OL誘惑之各自各精彩 |            |
| 2000年 | 香港處男           | Sexy       |
| 2000年 | 行規               |            |
| 2001年 | 陌路相逢           |            |
| 2001年 | 絕世好Bra          | 場地負責人 |
| 2001年 | 男歌女唱           | KiKa Kwok  |
| 2002年 | 奪魄勾魂           |            |
| 2002年 | 每天嚇你八小時     |            |
| 2002年 | 金雞               | 媽媽生     |
| 2003年 | 奇逢敵手           |            |
| 2003年 | 金雞2              | 媽媽生     |
| 2003年 | 1:99 電影行動      |            |
| 2004年 | 甜絲絲             | 錢細       |
| 2004年 | 煎炸叄寶           | Victoria   |
| 2005年 | 神經俠侶           | 胡警官     |
| 2005年 | 瘦身               | 施施       |
| 2005年 | 童夢奇緣           | 女警察     |
| 2005年 | 後備甜心           | Lisa       |
| 2006年 | 超班寶寶           | 錢細       |
| 2006年 | 師奶唔易做         | 黃太       |
| 2007年 | 破事兒             | 陳太       |
| 2008年 | 三不管             | 阿玲       |
| 2008年 | 十分鍾情           |            |
| 2009年 | 游龍戲鳳           |            |
| 2009年 | 死神傻了           | 何太       |
| 2010年 | 花田囍事2010       | 皇后       |
| 2011年 | 勁抽福祿壽         | 影后       |
| 2011年 | 猛鬼愛情故事       | 江主任     |
| 2012年 | 八星抱喜           | 黃丹菲     |
| 2012年 | 春嬌與志明         | 娥姐       |
| 2012年 | 低俗喜劇           | 曾麗芬     |
| 2017年 | 脫皮爸爸           | 任莎莎     |

### 配音
| 年份   | 劇名           | 角色                        |
| 2005年 | 荒失失奇兵     | 歌莉亞                      |
| 2008年 | 荒失失奇兵2    | 歌莉亞                      |
| 2011年 | 競雄女俠·秋瑾  | 秋瑾(粵語配音,角色黃奕飾演) |
| 2011年 | 森美海底歷險   | 莎莉                        |
| 2015年 | 低俗殭屍玩出征 | Constable O'Leary           |

## 主持作品

### 綜藝節目（亞洲電視）
| 年份          | 節目名稱                   | 備註                         |
| 1994年-2000年 | 今日睇真D                  | 特發組記者                   |
| 1999年        | 香港街道縱橫遊             | 一分鐘旅遊節目主持           |
| 2003年        | 第九屆十大電視廣告頒獎典禮 | 與陳啟泰、黃子雄、陳芷菁合作 |

### 綜藝節目（無綫電視）
| 年份   | 節目名稱               | 備註         |
| 2010年 | 超級巨聲2              | 與森美合作   |
| 2010年 | 英皇新秀歌唱大賽2010   | 與杜汶澤合作 |
| 2011年 | 心有靈犀               | 與曾華倩合作 |
| 2011年 | 港姐決戰前夕之傳聞對話 |              |
| 2011年 | 超級巨聲3              | 與森美合作   |
| 2011年 | 聖誕巨聲大作戰         |              |
| 2014年 | 細味時代的巨輪         | 與蕭正楠合作 |
| 2014年 | 超齡打工假期           | 悉尼單元主持 |
| 2018年 | 1+1的深情              |              |
| 2018年 | 女人四十               |              |

### 綜藝節目（杜汶澤喱騷）
| 年份   | 節目名稱     | 備註                             |
| 2021年 | 師傅又中呀！ | 喱騷牛年賀年節目                 |
| 2021年 | 社會服務令   | 第1集、第5集、第9集 兼任節目監製 |
| 2021年 | 衝衝煮       |                                  |

### 電台節目
| 年份   | 節目                                        |
| 2005年 | 《她他她打到嚟！》                          |
| 2012年 | 商業電台雷霆881節目《大龍鳳》（嘉賓）       |
| 2014年 | 商業電台叱咤903節目《口水多過浪花》（嘉賓） |

## 監製作品

### 節目監製（杜汶澤喱騷）
| 年份   | 節目名稱     | 備註                        |
| 2021年 | 黃秋生大師班 |                             |
| 2021年 | 社會服務令   | 兼任第1集、第5集、第9集主持 |

## 導演作品
| 年份   | 作品         | 備註                               |
| 2018年 | 《兩口子》MV | Youtube連結 （页面存档备份，存于） |

## 音樂作品

### 單曲
| 年份   | 歌名                | 合唱者                                 | 連結                               | 備註                              |
| 1995年 | 世間情至高          | 江華                                   | Youtube連結 （页面存档备份，存于） | 電視劇《九王奪位》主題曲          |
| 1995年 | 女幹探              |                                        | Youtube連結 （页面存档备份，存于） | 電視劇《女幹探》主題曲            |
| 1995年 | 煙雨樓台            |                                        | Youtube連結（页面存档备份，存于）  | 電視劇《包青天》插曲              |
| 1998年 | 呆佬之歌            | 廖偉雄、劉錫賢、蔡濟文、曾瑋明、陳存正 |                                    | 電視劇《呆佬賀壽》主題曲          |
| 1999年 | 歡喜遊龍            |                                        |                                    | 電視劇《歡喜遊龍》主題曲          |
| 1999年 | 難得有你            | 陳庭威                                 |                                    | 電視劇《海瑞鬥嚴嵩》插曲          |
| 2000年 | 美麗傳說            |                                        | Youtube連結 （页面存档备份，存于） | 電視劇《美麗傳說》主題曲          |
| 2013年 | 兩句                | 鄭俊弘                                 | Youtube連結 （页面存档备份，存于） | 電視劇《舌劍上的公堂》主題曲      |
| 2014年 | We are the only one | 鄭俊弘等群星                           | Youtube連結 （页面存档备份，存于） | 《TVB 2014 FIFA巴西世界盃》主題曲 |
| 2016年 | 乘風                | 鄭俊弘、胡定欣、陳展鵬等群星           | Youtube連結 （页面存档备份，存于） | 《TVB Amazing Summer 2016》主題曲 |
| 2016年 | 得寵                | 胡定欣                                 | Youtube連結 （页面存档备份，存于） | 電視劇《來自喵喵星的妳》片尾曲    |
| 2018年 | 大女人主義          | 吳業坤 feat. 田蕊妮                    | Youtube連結 （页面存档备份，存于） |                                   |
| 2020年 | 愛一次              |                                        | Youtube連結 Vimeo連結              | 獨立電影《照單全收》主題曲        |
| 2023年 | 一場夫妻            | 林日曦                                 | Youtube連結 （页面存档备份，存于） | 舞台劇《大離婚日》主題曲          |

### 個人專輯
| 專輯 # | 專輯名稱       | 專輯類型 | 發行公司     | 發行日期      | 曲目 |
| ------ | -------------- | -------- | ------------ | ------------- | --- |
| 1st    | You Are My Man | 大碟     | 太陽娛樂文化 | 2014年4月3日  | 曲目 CD 1. 不傷人 2. 愛一個人好難 3. 貪天天想你 4. 熟悉 5. 不再讓你孤單 6. 你是我心愛的姑娘 7. 我不會喜歡你 8. 你不知道的事 9. 早班火車 10. 遊樂場         |
| 1st    | You Are My Man | LP大碟   | 太陽娛樂文化 | 2014年4月29日 | 曲目 SIDE A 1. 不傷人 2. 愛一個人好難 3. 天天想你 4. 熟悉 5. 不再讓你孤單 SIDE B 1. 你是我心愛的姑娘 2. 我不會喜歡你 3. 你不知道的事 4. 早班火車 5. 遊樂場 |
| 2nd    | Saturnian      | 大碟     | 星娛樂       | 2019年1月25日 | 曲目 CD 1. 半段路 WEN 2. 最親 WEN 3. 兩口子 WEN 4. 側面 5. Simple Love Song 6. 青春常駐 7. 百年不合 8. 心酸的情歌 9. 半天假 10. 等                         |
| 2nd    | Saturnian      | LP大碟   | 星娛樂       | 2019年7月12日 | 曲目 SIDE A 1. 半段路 WEN 2. 最親 WEN 3. 兩口子 WEN 4. 側面 5. Simple Love Song SIDE B 1. 青春常駐 2. 百年不合 3. 心酸的情歌 4. 半天假 5. 等               |

### 合輯
| 年份   | 專輯名稱                              | 劇作                 | 歌名                                             | 性質   |
| 1994年 | 新藝寶非常版                          | 94亞視世界盃         | 《熱燙的宇宙》 youtube試聽（页面存档备份，存于） | 主題曲 |
| 1994年 | 碧血丹心                              | 《碧血青天珍珠旗》   | 《心比珍珠更真》 與呂頌賢、容錦昌、寶珮如合唱    | 插曲   |
| 1995年 | 樂作劇                                | 《新包青天》         | 《煙雨樓台》                                     | 插曲   |
| 1995年 | 樂作劇                                | 《女幹探》           | 《女幹探》                                       | 主題曲 |
| 1996年 | 《我和春天有個約會》 電視原聲唱片     | 《我和春天有個約會》 | 《臉兒甜如糖》 與寶珮如合唱                      | 插曲   |
| 1997年 | 葉振棠百份百經典電視劇集金曲精選      | 《我來自潮州》       | 《緣份是天意》 與葉振棠合唱                      | 插曲   |
| 1998年 | 《穆桂英》 電視劇主題曲+插曲+配樂精選 | 《穆桂英》           | 《緣來是註定》                                   | 插曲   |
| 2000年 | 《電視風雲》 原聲大碟                 | 《電視風雲》         | 《留住你目光》                                   | 插曲   |
| 2004年 | 勢在亞洲（超人氣電視主題曲巡禮）      | 《騷東坡》           | 《瀟灑看人生》 與王書麒合唱                      | 主題曲 |
| 2004年 | 勢在亞洲（超人氣電視主題曲巡禮）      | 《南海十三郎》       | 《等你》                                         | 插曲   |
| 2004年 | 勢在亞洲（超人氣電視主題曲巡禮）      | 《8號巴士站站情》    | 《有緣相遇》 與丁子峻合唱                        | 主題曲 |
| 2004年 | 勢在亞洲（超人氣電視主題曲巡禮）      | 《雍正紅人》         | 《吉星高照》 與杜挺豪合唱                        | 主題曲 |
| 2005年 | 黃凱芹神話音樂劇《白蛇青蛇》原聲大碟  | 《白蛇．青蛇》       | 《湮雨》 與黃凱芹合唱                            |        |
| 2005年 | 黃凱芹神話音樂劇《白蛇青蛇》原聲大碟  | 《白蛇．青蛇》       | 《一世一生》 與黃凱芹合唱                        |        |
| 2005年 | 黃凱芹神話音樂劇《白蛇青蛇》原聲大碟  | 《白蛇．青蛇》       | 《若說這是愛》                                   |        |
| 2005年 | 黃凱芹神話音樂劇《白蛇青蛇》原聲大碟  | 《白蛇．青蛇》       | 《回心轉意》 與黃凱芹合唱                        |        |
| 2005年 | 黃凱芹神話音樂劇《白蛇青蛇》原聲大碟  | 《白蛇．青蛇》       | 《醉生夢死》 與黃凱芹、林娜合唱                  |        |
| 2005年 | 黃凱芹神話音樂劇《白蛇青蛇》原聲大碟  | 《白蛇．青蛇》       | 《算了吧》 與林娜合唱                            |        |

## 派台歌曲成績
| 派台歌曲成績（四台） | 派台歌曲成績（四台） | 派台歌曲成績（四台） | 派台歌曲成績（四台） | 派台歌曲成績（四台） | 派台歌曲成績（四台） | 派台歌曲成績（四台）                            | 派台歌曲成績（四台）                            |      |
| -------------------- | -------------------- | -------------------- | -------------------- | -------------------- | -------------------- | ----------------------------------------------- | ----------------------------------------------- | ---- |
| 唱片                 | 歌曲                 | 903                  | RTHK                 | 997                  | TVB                  | 備註                                            | 備註                                            |      |
| 2013年               |                      |                      |                      |                      |                      |                                                 |                                                 |      |
| You Are My Man       | 不傷人               | 2                    | 3                    | 2                    | 3                    | 跨年上榜 翻唱蕭煌奇作品 新城國語力：1           | 跨年上榜 翻唱蕭煌奇作品 新城國語力：1           |      |
| 2014年               |                      |                      |                      |                      |                      |                                                 |                                                 |      |
| You Are My Man       | 遊樂場               | -                    | 6                    | 1                    | -                    | 翻唱謝霆鋒作品                                  | 翻唱謝霆鋒作品                                  |      |
| You Are My Man       | 你是我心愛的姑娘     | 12                   | -                    | -                    | -                    | 翻唱汪峰作品 新城國語力：3                      | 翻唱汪峰作品 新城國語力：3                      |      |
|                      | We Are The Only One  | ×                    | ×                    | ×                    | 1                    | 《TVB 2014 FIFA巴西世界盃》主題曲 與TVB群星合唱 | 《TVB 2014 FIFA巴西世界盃》主題曲 與TVB群星合唱 |      |
| 2016年               |                      |                      |                      |                      |                      |                                                 |                                                 |      |
|                      | 乘風                 | ×                    | ×                    | ×                    | 2                    | 《TVB Amazing Summer 2016》主題曲 與TVB群星合唱 | 《TVB Amazing Summer 2016》主題曲 與TVB群星合唱 |      |
| 2018年               |                      |                      |                      |                      |                      |                                                 |                                                 |      |
| Saturnian            | 兩口子               | -                    | -                    | 14                   | 1                    | 加拿大至 HIT 中文歌曲排行榜：19                 | 加拿大至 HIT 中文歌曲排行榜：19                 |      |
| 2019年               |                      |                      |                      |                      |                      |                                                 |                                                 |      |
| Saturnian            | 半段路               | -                    | 11                   | -                    | 1                    | 加拿大至 HIT 中文歌曲排行榜：8                  | 加拿大至 HIT 中文歌曲排行榜：8                  |      |
| Saturnian            | 最親                 | 13                   | -                    | 8                    | -                    | 加拿大至 HIT 中文歌曲排行榜：1                  | 加拿大至 HIT 中文歌曲排行榜：1                  |      |
| Saturnian            | 半天假               | -                    | -                    | -                    | -                    | 翻唱許志安作品 加拿大至 HIT 中文歌曲排行榜：6   | 翻唱許志安作品 加拿大至 HIT 中文歌曲排行榜：6   |      |
| 派台歌曲成績（五台） |                      |                      |                      |                      |                      |                                                 |                                                 |      |
| 唱片                 | 歌曲                 | 903                  | RTHK                 | 997                  | TVB                  | ViuTV                                           | 備註                                            | 備註 |
| 2023年               |                      |                      |                      |                      |                      |                                                 |                                                 |      |
|                      | 一場夫妻             | -                    | ×                    | ×                    | ×                    | ×                                               | 與林日曦合唱 舞台劇《大離婚日》主題曲           |      |

| 各台冠軍歌總數 | 各台冠軍歌總數 | 各台冠軍歌總數 | 各台冠軍歌總數 | 各台冠軍歌總數 | 各台冠軍歌總數    | 各台冠軍歌總數    | 各台冠軍歌總數 |
| -------------- | -------------- | -------------- | -------------- | -------------- | ----------------- | ----------------- | -------------- |
| 四台a          | 903            | RTHK           | 997            | TVB            | 備註              | 備註              |                |
| 四台a          | 0              | 0              | 1              | 3              | 四台冠軍歌總數：0 | 四台冠軍歌總數：0 |                |
| 五台b          | 903            | RTHK           | 997            | TVB            | ViuTV             | 備註              |                |
| 五台b          | 0              | 0              | 0              | 0              | 0                 | 五台冠軍歌總數：0 |                |

- （*）上榜中
- （-）未能上榜
- （×）沒有派往該台

## 廣告
- 2011年 瑞一寶 產品系列 代言人
- 2013年 Betadine 口腔痱滋漱口水 代言人
- 2013年 鉅記餅家 代言人
- 2017年 Betadine 女性衛生潔膚液 代言人
- 2018年 Bodibra 代言人

## 曾獲獎項及提名

### 未來偶像爭霸戰
| 年份   | 頒獎/機構              | 獎項         | 結果 |
| ------ | ---------------------- | ------------ | ---- |
| 1993年 | 亞洲電視未來偶像爭霸戰 | 未來偶像金獎 | 獲獎 |

### 香港電影金像獎
| 年份   | 頒獎/機構            | 獎項       | 影片       | 角色   | 結果 |
| ------ | -------------------- | ---------- | ---------- | ------ | ---- |
| 2003年 | 第22屆香港電影金像獎 | 最佳女配角 | 金雞       | 媽媽生 | 提名 |
| 2007年 | 第26屆香港電影金像獎 | 最佳女配角 | 師奶唔易做 | 黃太   | 提名 |

### 萬千星輝頒獎典禮
| 年份   | 頒獎/機構            | 獎項                        | 劇集／節目       | 角色／歌曲           | 結果     |
| ------ | -------------------- | --------------------------- | ---------------- | -------------------- | -------- |
| 2008年 | 萬千星輝頒獎典禮2008 | 最佳女配角                  | 疑情別戀         | 程傲兒（Jackie）     | 提名     |
| 2010年 | 萬千星輝頒獎典禮2010 | 最佳節目主持                | 超級巨聲2        | -                    | 提名     |
| 2010年 | 萬千星輝頒獎典禮2010 | tvb.com人氣大獎             | -                | -                    | 提名     |
| 2011年 | 萬千星輝頒獎典禮2011 | 最佳女主角                  | 誰家灶頭無煙火   | 岑貝兒               | 提名     |
| 2011年 | 萬千星輝頒獎典禮2011 | 我最喜愛的電視女角色        | 誰家灶頭無煙火   | 岑貝兒               | 提名     |
| 2011年 | 萬千星輝頒獎典禮2011 | 最佳節目主持                | 心有靈犀         | -                    | 提名     |
| 2012年 | 萬千星輝頒獎典禮2012 | 我最喜愛的電視女角色        | 造王者           | 嚴三娘               | 提名     |
| 2013年 | 萬千星輝頒獎典禮2013 | 最佳女主角                  | 巨輪             | 姚文英               | 獲獎     |
| 2013年 | 萬千星輝頒獎典禮2013 | 最受歡迎電視女角色          | 巨輪             | 姚文英               | 獲獎     |
| 2013年 | 萬千星輝頒獎典禮2013 | 中國內地最受歡迎TVB劇女藝人 | -                | -                    | 提名     |
| 2014年 | 萬千星輝頒獎典禮2014 | 最佳女主角                  | 忠奸人           | 譚美貞               | 最後五強 |
| 2014年 | 萬千星輝頒獎典禮2014 | 最受歡迎電視女角色          | 忠奸人           | 譚美貞               | 最後五強 |
| 2014年 | 萬千星輝頒獎典禮2014 | 最受歡迎劇集歌曲            | 舌劍上的公堂     | 兩句（與鄭俊弘合唱） | 提名     |
| 2014年 | 萬千星輝頒獎典禮2014 | 中國內地最受歡迎TVB劇女藝人 | -                | -                    | 提名     |
| 2015年 | 萬千星輝頒獎典禮2015 | 最佳女主角                  | 鬼同你OT         | 孫淑梅               | 最後五強 |
| 2015年 | 萬千星輝頒獎典禮2015 | 最受歡迎電視女角色          | 鬼同你OT         | 孫淑梅               | 獲獎     |
| 2016年 | 萬千星輝頒獎典禮2016 | 最佳女主角                  | 巨輪II           | 姚文英               | 最後五強 |
| 2016年 | 萬千星輝頒獎典禮2016 | 最受歡迎電視女角色          | 巨輪II           | 姚文英               | 提名     |
| 2016年 | 萬千星輝頒獎典禮2016 | 最受歡迎劇集歌曲            | 來自喵喵星的妳   | 得寵（與胡定欣合唱） | 提名     |
| 2018年 | 萬千星輝頒獎典禮2017 | 最佳女主角                  | 迷               | 計穎妍               | 提名     |
| 2018年 | 萬千星輝頒獎典禮2017 | 最受歡迎電視女角色          | 迷               | 計穎妍               | 提名     |
| 2018年 | 萬千星輝頒獎典禮2018 | 最佳非戲劇節目              | 女人四十         | -                    | 提名     |
| 2018年 | 萬千星輝頒獎典禮2018 | 最佳節目主持                | 女人四十         | -                    | 獲獎     |
| 2019年 | 萬千星輝頒獎典禮2019 | 最佳女主角                  | 她她她的少女時代 | 方迎風               | 提名     |

### MY AOD我的最愛頒獎典禮
| 年份   | 頒獎/機構                  | 獎項                   | 劇集            | 角色                       | 結果     |
| ------ | -------------------------- | ---------------------- | --------------- | -------------------------- | -------- |
| 2011年 | MY AOD我的最愛頒獎典禮2011 | 我的最愛電視女配角     | Only You 只有您 | 司徒菲菲                   | 提名     |
| 2011年 | MY AOD我的最愛頒獎典禮2011 | 我的最愛電視螢幕情侶   | 真相            | 李繆兒（與阮兆祥共同提名） | 提名     |
| 2012年 | MY AOD我的最愛頒獎典禮2012 | 我的最愛電視女配角     | 造王者          | 嚴三娘                     | 最後五強 |
| 2012年 | MY AOD我的最愛頒獎典禮2012 | 我的最愛電視螢幕情侶   | 衝呀！瘦薪兵團  | 甯寧靜（與陳展鵬共同提名） | 提名     |
| 2012年 | MY AOD我的最愛頒獎典禮2012 | 我的最愛十五大電視角色 | 造王者          | 嚴三娘                     | 提名     |

### TVB 馬來西亞星光薈萃頒獎典禮
| 年份   | 頒獎/機構                        | 獎項              | 劇集                                     | 角色                   | 結果     |
| ------ | -------------------------------- | ----------------- | ---------------------------------------- | ---------------------- | -------- |
| 2013年 | TVB 馬來西亞星光薈萃頒獎典禮2013 | 最喜愛TVB女主角   | 巨輪                                     | 姚文英                 | 最後五強 |
| 2013年 | TVB 馬來西亞星光薈萃頒獎典禮2013 | 最喜愛TVB電視角色 | 巨輪                                     | 姚文英                 | 獲獎     |
| 2014年 | TVB 馬來西亞星光薈萃頒獎典禮2014 | 最喜愛TVB電視角色 | 忠奸人                                   | 譚美貞                 | 提名     |
| 2014年 | TVB 馬來西亞星光薈萃頒獎典禮2014 | 最喜愛TVB女主角   | 忠奸人                                   | 譚美貞                 | 提名     |
| 2014年 | TVB 馬來西亞星光薈萃頒獎典禮2014 | 最喜愛TVB熒幕情侶 | 忠奸人（與郭晉安共同提名）               | 高哲行、譚美貞         | 提名     |
| 2015年 | TVB 馬來西亞星光薈萃頒獎典禮2015 | 最喜愛TVB女主角   | 鬼同你OT                                 | 孫淑梅                 | 獲獎     |
| 2015年 | TVB 馬來西亞星光薈萃頒獎典禮2015 | 最喜愛TVB電視角色 | 鬼同你OT                                 | 孫淑梅                 | 獲獎     |
| 2015年 | TVB 馬來西亞星光薈萃頒獎典禮2015 | 最喜愛TVB熒幕情侶 | 鬼同你OT（與陳豪共同提名）               | 米開朗、孫淑梅         | 最後十強 |
| 2016年 | TVB 馬來西亞星光薈萃頒獎典禮2016 | 最喜愛TVB女主角   | 來自喵喵星的妳                           | 苗妙妙                 | 最後五強 |
| 2016年 | TVB 馬來西亞星光薈萃頒獎典禮2016 | 最喜愛TVB電視角色 | 來自喵喵星的妳                           | 苗妙妙                 | 獲獎     |
| 2016年 | TVB 馬來西亞星光薈萃頒獎典禮2016 | 最喜愛TVB熒幕情侶 | 來自喵喵星的妳（與陳豪和胡定欣共同提名） | 薛丁甲、苗妙妙、焦 瑤  | 提名     |
| 2016年 | TVB 馬來西亞星光薈萃頒獎典禮2016 | 最喜愛TVB劇集歌曲 | 來自喵喵星的妳（與胡定欣合唱）           | -                      | 最後五強 |
| 2017年 | TVB 馬來西亞星光薈萃頒獎典禮2017 | 最喜愛TVB女主角   | 迷                                       | 計穎妍                 | 提名     |
| 2017年 | TVB 馬來西亞星光薈萃頒獎典禮2017 | 最喜愛TVB熒幕情侶 | 超時空男臣（與蕭正楠共同提名）           | 袁崇煥／雲大軍、方惠芝 | 提名     |
| 2017年 | TVB 馬來西亞星光薈萃頒獎典禮2017 | 最喜愛TVB電視角色 | 超時空男臣                               | 方惠芝                 | 獲獎     |

### 星和無綫電視大獎
| 年份   | 頒獎/機構            | 獎項                          | 劇集/節目  | 角色   | 結果 |
| ------ | -------------------- | ----------------------------- | ---------- | ------ | ---- |
| 2014年 | 星和無綫電視大獎2014 | 我最愛TVB女主角               | 忠奸人     | 譚美貞 | 提名 |
| 2014年 | 星和無綫電視大獎2014 | 我最愛TVB電視女角色           | 忠奸人     | 譚美貞 | 獲獎 |
| 2014年 | 星和無綫電視大獎2014 | 我最愛TVB熒幕情侶（和郭晉安） | 忠奸人     | 譚美貞 | 獲獎 |
| 2015年 | 星和無綫電視大獎2015 | 我最愛TVB女主角               | 鬼同你OT   | 孫淑梅 | 提名 |
| 2015年 | 星和無綫電視大獎2015 | 我最愛TVB電視女角色           | 鬼同你OT   | 孫淑梅 | 獲獎 |
| 2015年 | 星和無綫電視大獎2015 | 我最愛TVB熒幕情侶（和陳豪）   | 鬼同你OT   | 孫淑梅 | 提名 |
| 2016年 | 星和無綫電視大獎2016 | 我最愛TVB女主角               | 巨輪II     | 姚文英 | 提名 |
| 2016年 | 星和無綫電視大獎2016 | 我最愛TVB電視女角色           | 巨輪II     | 姚文英 | 獲獎 |
| 2017年 | 星和無綫電視大獎2017 | 我最爱TVB女主角               | 迷         | 計穎妍 | 提名 |
| 2017年 | 星和無綫電視大獎2017 | 我最愛TVB電視女角色           | 超時空男臣 | 方惠芝 | 獲獎 |

### Asian Television Awards 亞洲電視大獎
| 年份   | 獎項                                        | 劇集     | 角色   | 結果             |
| ------ | ------------------------------------------- | -------- | ------ | ---------------- |
| 2014年 | 最佳女主角 (BEST ACTRESS IN A LEADING ROLE) | 巨輪     | 姚文英 | Highly Commended |
| 2015年 | 最佳女主角 (BEST ACTRESS IN A LEADING ROLE) | 忠奸人   | 譚美貞 | Highly Commended |
| 2016年 | 最佳女主角 (BEST ACTRESS IN A LEADING ROLE) | 鬼同你OT | 孫淑梅 | 提名             |

### 萬千星輝賀台慶
| 年份   | 獎項 | 劇集 | 角色   | 結果 |
| ------ | ---- | ---- | ------ | ---- |
| 2013年 |      | 巨輪 | 姚文英 | 獲獎 |

### YAHOO!搜尋人氣大獎
| 年份   | 頒獎/機構              | 獎項       | 結果 |
| ------ | ---------------------- | ---------- | ---- |
| 2013年 | YAHOO!搜尋人氣大獎2013 | 電視女藝人 | 獲獎 |

### 巨輪最美盛會
| 年份   | 獎項         | 劇集 | 角色   | 結果 |
| ------ | ------------ | ---- | ------ | ---- |
| 2013年 | 我至Like角色 | 巨輪 | 姚文英 | 獲獎 |

### 新城國語力頒獎禮
| 年份   | 頒獎/機構            | 獎項                   | 歌曲       | 結果 |
| ------ | -------------------- | ---------------------- | ---------- | ---- |
| 2014年 | 新城國語力頒獎禮2014 | 新城國語力歌曲         | 《不傷人》 | 獲獎 |
| 2014年 | 新城國語力頒獎禮2014 | 新城國語力亞洲人氣偶像 | -          | 獲獎 |

### IFPI香港唱片銷量大獎
| 年份   | 頒獎/機構                | 獎項             | 結果 |
| ------ | ------------------------ | ---------------- | ---- |
| 2014年 | IFPI香港唱片銷量大獎2014 | 最暢銷本地女新人 | 獲獎 |

### 勁歌金曲優秀選
| 年份   | 頒獎機構                 | 歌曲   | 結果 |
| ------ | ------------------------ | ------ | ---- |
| 2014年 | 2014勁歌金曲優秀選第一回 | 不傷人 | 提名 |
| 2018年 | 2018勁歌金曲優秀選第二回 | 兩口子 | 獲獎 |

### 勁歌金曲頒獎典禮
| 年份   | 頒獎機構                 | 獎項            | 歌曲   | 結果 |
| ------ | ------------------------ | --------------- | ------ | ---- |
| 2019年 | 2018年度勁歌金曲頒獎典禮 | 傑出表現獎 金獎 | -      | 獲獎 |
| 2019年 | 2018年度勁歌金曲頒獎典禮 | 勁歌金曲獎      | 兩口子 | 提名 |
| 2019年 | 2018年度勁歌金曲頒獎典禮 | 最受歡迎女歌星  | -      | 提名 |

### 香港舞台劇獎
| 年份   | 頒獎機構           | 獎項                     | 舞台劇   | 角色 | 結果 |
| ------ | ------------------ | ------------------------ | -------- | ---- | ---- |
| 2024年 | 第32屆香港舞台劇獎 | 最佳女主角 (喜劇 / 鬧劇) | 大離婚日 |      | 獲獎 |

## 無線月曆
| 年份       | 合作藝人                                                                     |
| 2013年3月  | 胡定欣、苟芸慧、黃智雯、陳敏之、李詩韻                                       |
| 2014年11月 | 蔡少芬、張兆輝、苗僑偉、汪明荃、邵美琪、吳啟華                               |
| 2015年8月  | 黃宗澤、郭羨妮、岑麗香                                                       |
| 2015年12月 | 陳豪、胡定欣                                                                 |
| 2016年9月  | 蕭正楠、阮兆祥、陳凱琳、梁琤、楊明、吳岱融                                   |
| 2017年3月  | 鄭嘉穎、金剛、吳業坤                                                         |
| 2017年11月 | 歐陽震華、陳豪、邵美琪、張繼聰、森美、李佳芯、許紹雄、姜大偉、龔嘉欣、關禮傑 |
| 2018年11月 | 汪明荃、陳百祥、陳豪、歐陽震華、朱千雪、李佳芯等                             |